# Hobe Sound
Hobe Sound is een plaats (census-designated place) in de Amerikaanse staat Florida, en valt bestuurlijk gezien onder Martin County.

## Demografie
Bij de volkstelling in 2000 werd het aantal inwoners vastgesteld op 11.376.

## Geografie
Volgens het United States Census Bureau beslaat de plaats een oppervlakte van
14,8 km², waarvan 14,1 km² land en 0,7 km² water. Hobe Sound ligt op ongeveer 3 m boven zeeniveau.

## Plaatsen in de nabije omgeving
De onderstaande figuur toont nabijgelegen plaatsen in een straal van 16 km rond Hobe Sound.